# Hypodoxa pallida
Hypodoxa pallida là một loài bướm đêm trong họ Geometridae.